# Faalkosten

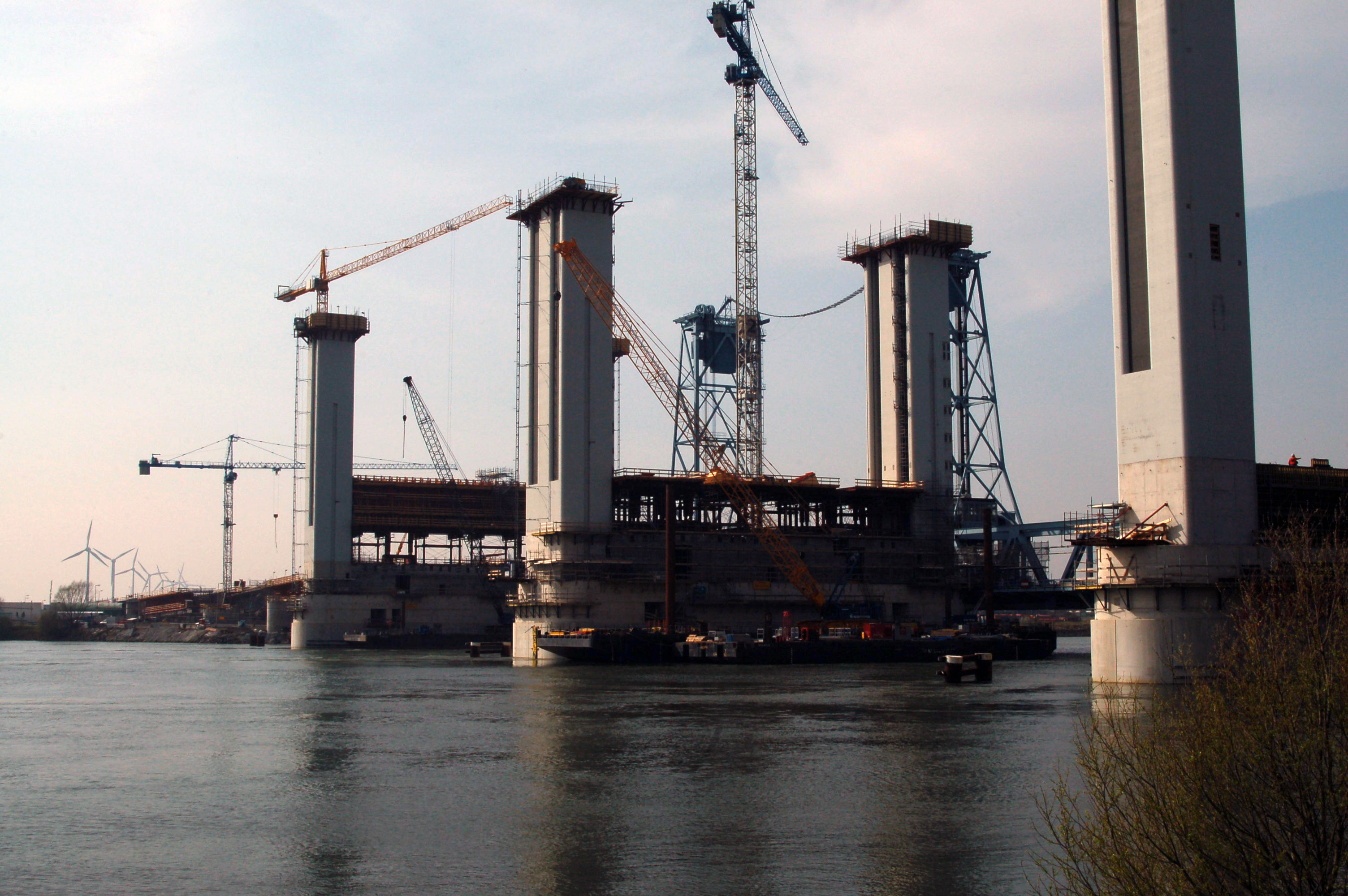
Bij de nieuwe Botlekbrug is sprake van grote kostenoverschrijdingen door een ontwerpfout

Faalkosten (uitspraakⓘ) zijn kosten die ontstaan door vermijdbare fouten (falen) in het voortbrengingsproces, waardoor het product of de dienst niet tijdig of volgens de overeengekomen kwaliteit geleverd wordt, met gevolg dat herstelacties moeten plaatsvinden, zoals reparatie, opnieuw produceren, korting verlenen of schade vergoeden.
Faalkosten kunnen hun oorzaak vinden in verschillende fasen van het voortbrengingsproces. Zowel bij de voorbereiding (het ontwerp), de productie zelf, als de levering of installatie. Met name de (onvoldoende) communicatie tussen de betrokken partijen in de verschillende fasen zou vaak aan de basis van de gemaakte fouten liggen.
Het toepassen van een kwaliteitssysteem kan behulpzaam zijn bij het verminderen of zelfs voorkomen van faalkosten. De hieraan verbonden kosten worden ook wel aangeduid als preventiekosten. In dit verband worden faalkosten en preventiekosten ook wel in combinatie aangeduid als kwaliteitskosten.
De bouw is een branche die bekendstaat om zijn hoge faalkosten. Die worden wel geschat op 10 procent of meer van de omzet.